# Julián García Vargas
Juan Julián García Vargas, né en 1945 à Madrid, est un économiste et homme politique espagnol du PSOE.

## Biographie
Il est titulaire d'une licence en sciences économiques de l'Université Complutense de Madrid depuis 1968.
Il travaille deux ans comme analyste d'investissements au sein de la société boursière AGECO, puis réussit les concours pour intégrer le corps supérieur des administrateurs civils de l'État.
Par la suite, il devient inspecteur des finances de l'État.
Il est ensuite nommé sous-directeur à la Direction de la Politique financière du ministère de l'Économie et des Finances, puis sous-délégué des Finances à Madrid.
De plus, il a fait partie de diverses commissions de l'Organisation pour la coopération et le développement économique (OCDE) et a suivi des cours au Fonds monétaire international (FMI).
En 1982, il est désigné au poste de directeur de l'ICO, l'Institut du crédit officiel.
Il siège actuellement au sein du conseil d'administration de diverses entreprises et fondations.

## Activité politique
Le 26 juillet 1986, Julián García Vargas est nommé ministre de la Santé et de la Consommation du deuxième gouvernement de Felipe González. À ce poste, il fait approuver la loi sur les médicaments et crée le plan national de lutte contre le SIDA.
Reconduit dans le troisième cabinet González, il passe au ministère de la Défense lors du vaste remaniement ministériel du 12 mars 1991.
Il est contraint à la démission le 3 juillet 1995, après la découverte d'écoutes illégales pratiquées par les services secrets à l'encontre de personnalités publiques, dont le Roi Juan Carlos Ier en personne.
En novembre cette même année, il est nommé Envoyé spécial de l'Union européenne pour la mise en œuvre des accords de Dayton dans la ville bosniaque de Mostar. Il abandonne cette fonction en  avril 1996.